# Peanuts
Peanuts este o bandă desenată americană, cu apariții zilnice și duminicale, scrisă și ilustrată de Charles M. Schulz. Seria originală a fost publicată din 1950 până în 2000, continuând apoi cu reeditări. Peanuts este una dintre cele mai populare și influente comic strip-uri din istoria media, cu 17.897 de benzi publicate în total, ceea ce o face „probabil cea mai lungă poveste spusă vreodată de o singură ființă umană”.
La momentul morții lui Schulz, în 2000, Peanuts apărea în peste 2.600 de ziare, cu aproximativ 355 de milioane de cititori din 75 de țări. A contribuit la consolidarea benzii de tip four-panel gag ca standard în Statele Unite, și, împreună cu produsele sale, i-a adus lui Schulz peste 1 miliard de dolari. În 2015, o adaptare cinematografică a fost lansată de Blue Sky Studios.

## Publicații

### Anii 1950

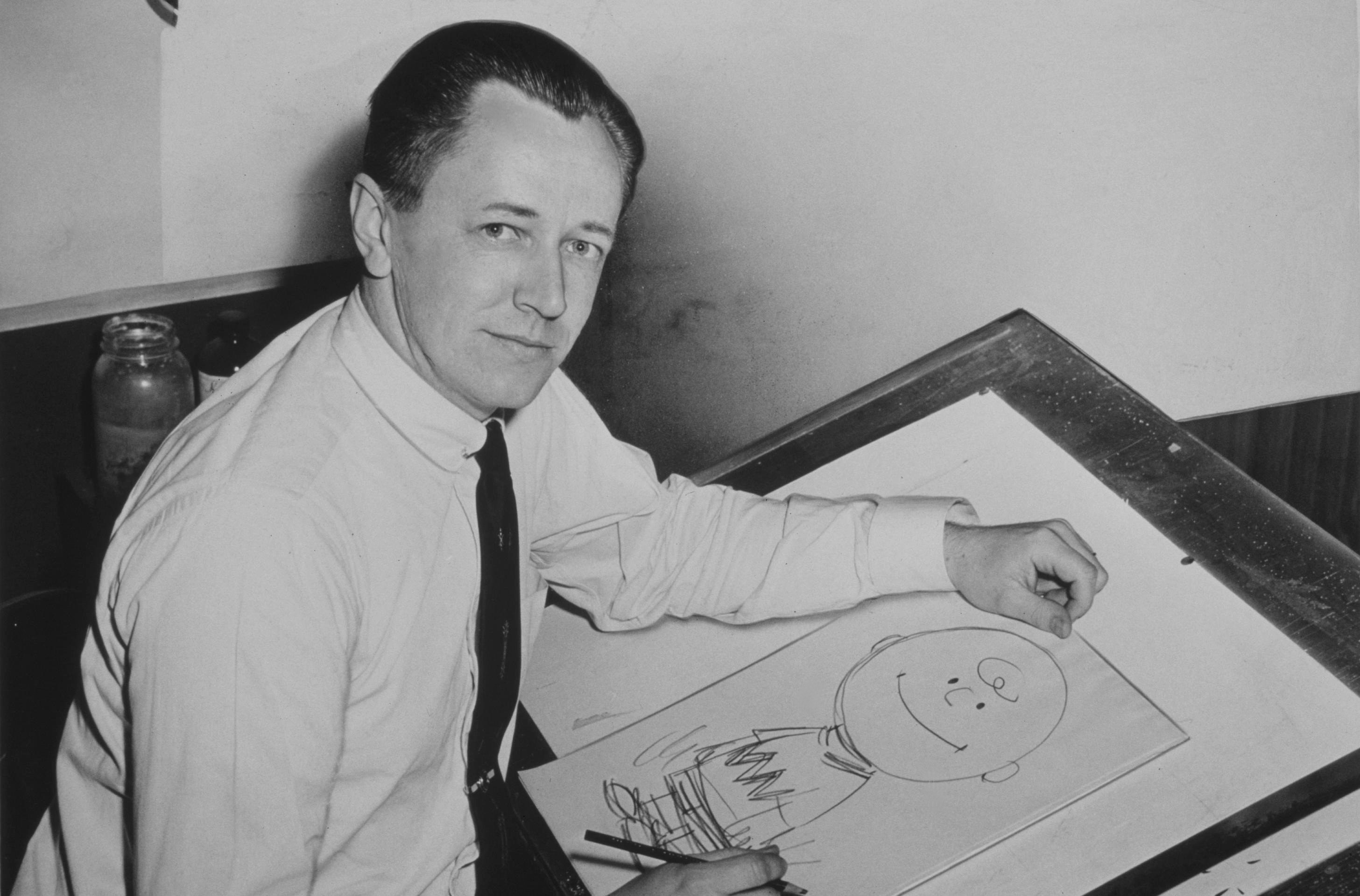
Charles M. Schulz, creatorul Peanuts, în 1956

Seria a debutat ca bandă desentată zilnică pe 2 octombrie 1950, în șapte ziare: Minneapolis Star, un ziar din orașul natal al lui Schulz (pagina 37, împreună cu un scurt articol); The Washington Post; Chicago Tribune; The Denver Post; The Seattle Times; și două ziare din Pennsylvania, Evening Chronicle și Globe-Times. Prima bandă avea patru panouri și îl arăta pe Charlie Brown plimbându-se pe lângă alți doi copii mici, Shermy și Patty. Shermy îl laudă pe Charlie Brown în timp ce trece pe lângă el, dar apoi îi spune lui Patty cât de mult îl urăște, în ultimul panou. Snoopy a fost, de asemenea, un personaj timpuriu al seriei, apărând pentru prima dată în cea de-a treia bandă, publicată pe 4 octombrie.
Schulz a decis să fie responsabil pentru toate aspectele benzii desenate, de la scenariu până la desenul final și caligrafie.

### Anii 1960
Anii 1960 sunt în general considerați a fi „epoca de aur” a Peanuts. În această perioadă, au apărut unele dintre cele mai cunoscute teme și personaje ale benzilor desenate, inclusiv Peppermint Patty, Snoopy ca „Asul zburător al Primului Război Mondial”, Frieda și „părul ei creț natural”, și Franklin. Peanuts se remarcă prin comentariul său social, în special în comparație cu alte benzi care apar în anii 1950-1960. Schulz nu a abordat în mod explicit problemele legate de egalitatea rasială și de gen, presupunând că acestea sunt evidente. De exemplu, abilitățile atletice și încrederea de sine ale lui Peppermint Patty sunt de la sine înțelese, la fel ca și prezența lui Franklin într-o școală și într-un cartier integrate rasial. Faptul că echipa de baseball a lui Charlie Brown avea trei fete în componență era, de asemenea, cu cel puțin zece ani înaintea vremurilor.
Peanuts a abordat teme religioase în multe ocazii, în special în anii 1960. În clasicul episod special de televiziune Crăciunul lui Charlie Brown din 1965, personajul Linus van Pelt citează versiunea King James a Bibliei (Luca 2:8-14) pentru a-i explica lui Charlie Brown ce înseamnă Crăciunul (Schulz a menționat în interviuri că Linus reprezintă latura sa spirituală). Din cauza materialului religios explicit din Crăciunul lui Charlie Brown, mulți au interpretat opera lui Schulz ca având o temă creștină distinctă, deși perspectiva populară a fost de a privi franciza printr-un unghi secular.

### 1970-1990
La sfârșitul anilor 1970, în timpul negocierilor lui Schulz cu United Feature Syndicate, cu privire la un nou contract, președintele sindicatului, William C. Payette, l-a angajat pe artistul de benzi desenate cu supereroi, Al Plastino, pentru a desena o serie Peanuts, pe care să o dețină în cazul în care Schulz părăsea banda. Când Schulz și sindicatul au ajuns la un acord de succes, United Media a stocat aceste benzi nepublicate, a căror existență a devenit în cele din urmă publică. Plastino însuși a susținut că a scris ca ghostwriter pentru Schulz când acesta suferise o operație pe cord, în 1983.
În anii 1980 și 1990, seria a rămas extrem de apreciată, chiar dacă alte benzi desenate, precum Garfield și Calvin and Hobbes, au rivalizat Peanuts în popularitate. Schulz a continuat să scrie banda până când și-a anunțat retragerea, pe 14 decembrie 1999, din cauza sănătății sale precare.

### 2000: SfârșitulPeanuts
Ultima bandă Peanuts a apărut pe 13 februarie 2000, la o zi după ce Schulz a murit în urma unui atac de cord. Era formată din două panouri mici în partea de sus, și un panou mare în partea de jos. Panoul de titlu îl arată pe Charlie Brown vorbind cu cineva la telefon, care pare că cere să vorbească cu Snoopy. Charlie Brown îi răspunde interlocutorului: „Nu, cred că scrie”. Al doilea panou îl arată pe Snoopy stând pe cușca sa, și folosind o mașină de scris, în timp ce cuvintele „Dragi prieteni...” apar deasupra capului său.
Panoul mai mare din partea de jos consta într-un desen al ultimei benzi zilnice, cu Snoopy pe un fundal albastru. Deasupra capului său, erau suprapuse mai multe panouri din benzi anterioare. Sub aceste panouri era tipărită nota integrală pe care Schulz o scrisese fanilor săi:
|  | Dragi prieteni, Am avut norocul de a-l desena pe Charlie Brown și pe prietenii lui timp de aproape cincizeci de ani. Aceasta a fost împlinirea ambiției mele din copilărie. Din păcate, nu mai sunt în măsură să mențin programul cerut de o bandă desenată zilnică. Familia mea nu dorește ca Peanuts să fie continuată de altcineva, prin urmare îmi anunț retragerea. De-a lungul anilor, am fost recunoscător pentru loialitatea editorilor noștri și pentru sprijinul și dragostea minunate pe care mi le-au arătat fanii benzii desenate. Charlie Brown, Snoopy, Linus, Lucy, ... cum aș putea să-i uit vreodată... |

## Personaje principale

Protagoniștii Peanuts într-un articol de ziar, 1970

- Charlie Brown este un băiețel. El este personajul principal, acționând ca centru al universului Peanuts, și servind rolul unui individ obișnuit.[18][19] Deși este văzut ca fiind cuminte, atent și reflexiv, el este, de asemenea, stângaci, extrem de sensibil, și suferă de un complex de inferioritate.
- Snoopy este un cățel, care mai târziu în evoluția benzii desenate va fi descris ca un beagle.[20] Deși se comportă, în general, ca un câine normal, și are un rol lipsit de replici, el se conectează cu cititorii prin faptul că are gânduri umane.[21][22] Snoopy posedă variate trăsături antropomorfe. Cel mai notabil, el merge frecvent pe picioarele din spate, și este capabil să folosească unelte, inclusiv mașina de scris.
- Lucy Van Pelt este o fetiță. Ea este autoritară, egoistă și plină de opinii, și adesea face comentarii ofensatoare și ironice.[23] Schulz a descris-o pe Lucy ca fiind plină de încredere prost canalizată, dar având capacitatea să ajungă direct la adevăr.[24]
- Linus Van Pelt este fratele mai mic al lui Lucy. El este cel mai loial și pozitiv prieten al lui Charlie Brown. Oferă păreri pe teme precum literatura, arta, știința, politica și teologia. Linus posedă un simț al moralității și o judecată etică care îi permit să abordeze subiecte precum credința, intoleranța și depresia.
- Peppermint Patty este o fetiță băiețoasă, directă și loială. Ea înțelege frecvent lucrurile greșit, în măsura în care confuzia ei servește drept premisă pentru multe benzi și povești individuale.
- Marcie este o fetiță studioasă și o elevă bună. Schulz a descris-o ca fiind relativ perspicace în comparație cu alte personaje, afirmând că „vede adevărul din lucruri”.[25]

## Adaptări

### Televiziune
- Programele speciale de animație Peanuts (1965–prezent), inclusiv Crăciunul lui Charlie Brown (1965) și It's the Great Pumpkin, Charlie Brown (1966)
- The Charlie Brown and Snoopy Show (1983–1985)
- This Is America, Charlie Brown (1988–1989)
- Peanuts Motion Comics (2008)
- Peanuts (2014–2016)
- Snoopy in Space (2019–2021)
- The Snoopy Show (2021–2023)

### Film
- A Boy Named Charlie Brown (1969)
- Snoopy Come Home (1972)
- Race for Your Life, Charlie Brown (1977)
- Bon Voyage, Charlie Brown (and Don't Come Back!!) (1980)
- Snoopy și Charlie Brown: Filmul Peanuts (2015)